# Lupo III
Lupo III  é duque de Vascónia em 818 e exilado em 819, filho de Centulo, neto provável de Lupo II.

## Biografia
Em 816, Sancho Lupo, duque de Vasconia, e seu irmão Garcia Lupo, conde de Dax, tinham sido mortos durante uma batalha contra os Mouros, e o ducado da Vasconia é confiado a Lupo Centulo e a Garcia (i) Sêmeno seu irmão.
Em 817, Luís, o Piedoso confia o reino da Aquitânia a seu filho Pepino I. Ele ajudou seus parentes Guerino, conde de Auvergne , e Bernardo de Septimânia, conde de Toulouse, cometendo rapidamente muitos erros, espalhando e desgraçando os senhores locais e assassinando os bispos, como João Auch em 820.
Em 819 Lupo Centulo e Garcia I de Semeno de Vasconia revoltam-se contra Berengário, conde de Toulouse e Warin , conde de Auvergne, mas eles são derrotados. Garcia (Garuhand) "um homem de notável loucura" é morto enquanto Lupo é exilado.

## Descendência
Tradicionalmente, lhe atribuem pelo menos dois filhos :
- Centulo Lupo, primeiro visconde de Béarn.
- Donato Lupo, primeiro conde de Bigorre.

Mas esta afirmação é baseada na carta de Alaone, alegadamente datada de 845 e que acabou por ser um falso do século XVII.
Acredita-se que ele é o avô de outro Lupo, ele próprio pai de Raimundo, conde de Pallars, de Unifredo, de Dadilde, casado com o rei Garcia II de Navarra, e provavelmente Donato Lupo, conde de Bigorre. 